# Lo Perganh e Talhac
Lo Perganh e Talhac (en francès Pergain-Taillac) és un municipi francès situat al departament del Gers i a la regió d'Occitània.

## Demografia
| 1962                                       | 1968 | 1975 | 1982 | 1990 | 1999 | 2006 |
| ------------------------------------------ | ---- | ---- | ---- | ---- | ---- | ---- |
| 441                                        | 383  | 307  | 270  | 283  | 286  | 301  |
| Des de 1962: població sense dobles comptes |      |      |      |      |      |      |

## Administració
| Període   | Identitat     | Partit |
| --------- | ------------- | ------ |
| 2001-2008 | Yvan Dugarcin |        |
| 2008-     | Gisèle Mutti  |        |